# 累积选举制

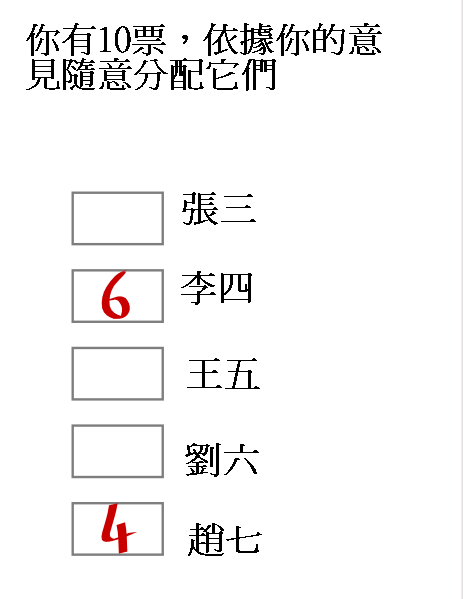
在累积选举制裡，投票者自行分配票數給候選人。

累积选举制（Cumulative voting；accumulation voting or weighted voting），是一种少數代表制的选举制度。最早用于19世纪的英格兰学校领导层选举。
在这种制度中，類似全票制依應選名額連記投票，选举人可以連記多个或全给一个候选人，
以政治領域來說，這有利於小黨配票集中選出少數議席，避免被大黨壟斷。
不過目前多用於公司股東會選任董事與監察人上，但是少見於政治選舉領域。

## 方式
累積投票選舉允許選民在一個以上席位的選舉中對首選候選人投多票。當少數選民以這種方式集中他們的選票時，就會增加他們在立法機構中獲得代表權的機會。這與選區投票不同，在單一選區投票中，選民不能為任何候選人和最大的單個區塊投票超過一次，即使只有不到 50% 的人可以控制該地區當選的 100% 的代表。